# Parti travailliste progressiste (Bermudes)
Le Parti travailliste progressiste (en anglais : Progressive Labour Party ; abrégé PLP) est un parti politique des Bermudes fondé en 1963. Il est au pouvoir de 1998 à 2012 et actuellement depuis les élections de 2017. 

## Historique

### Les débuts et la conquête du pouvoir (1963-1998)
La première réunion officielle du Parti travailliste progressiste (PLP) se tient le 10 février 1963 pour appeler la classe ouvrière des Bermudes à se mobiliser pour une taxation équitable, la fin de la discrimination raciale, la parité économique et des programmes de Sécurité sociale. À cette réunion, Arnold A. Francis devient le leader du parti. Le PLP se présente pour la première fois aux élections générales de 1963 et remporte six sièges.
En 1968, lors des élections qui suivent la dévolution de la première constitution des Bermudes, le PLP remporte 10 sièges sur 40, les autres étant gagnés par le Parti bermudien uni conservateur et soutien du système colonial. À cette élection, c'est Lois Browne-Evans qui devient la première femme Leader of the Opposition dans un territoire du Commonwealth.
Lors des élections suivantes, le PLP augmente sa représentation au Parlement. Lors des élections de 1972, le PLP augmente sa part du vote populaire de 33 % à 38 % et le parti est de nouveau présent dans chaque circonscription. Lois Browne-Evans a cédé la direction du Parti à Walter Robinson qui a été réélu. Le Parti conserve dix sièges au Parlement. En avril 1976, Robinson se retire de la politique active et cède la direction du parti à Lois Browne-Evans qui redevient chef du PLP et Leader of the Opposition. Lors de l'élection de 1980, le PLP présente 40 candidats et remporte 46 % des suffrages exprimés et dix-huit sièges, à trois sièges de la victoire. Lors des élections anticipées de 1983, le PLP avec seulement 43,4 % des voix perd quatre sièges par rapport aux élections précédentes. 
Le PLP subit alors une scission entre les partisans de Gilbert Darrell et ceux de Lois Browne-Evans, les premiers sont alors exclus du parti et lors des élections anticipées de novembre 1985, le PLP perd sept sièges. Les partisans de Gilbert Darrell, regroupés dans le Parti libéral national gagnent eux deux sièges. Après cette défaite, Lois Browne-Evans démissionne de la tête du parti et lors d'une convention exceptionnelle tenue soixante-douze heures après, L. Frederick Wade, précédemment numéro deux du parti en devient le quatrième leader pour reconstruire le PLP et préparer les élections générales de 1989. Lors de ces élections, le PLP regagne huit sièges et le PLP développe aussi ses liens avec les milieux d'affaire. En 1993, le PLP remporte dix-huit sièges, à trois sièges de la majorité absolue et le Parti libéral national est éliminé du Parlement.
En 1996, Jennifer M. Smith remplace L. Frederick Wade décédé brusquement. L’œuvre de rénovation et reconstruction entamée continue pour préparer les élections de 1998 que le PLP remporte avec une majorité de 54,57 % des voix et vingt-six sièges sur quarante.

### Le PLP au pouvoir (1998-2012)
Jennifer M. Smith devient alors Premier Ministre des Bermudes. Son cabinet lance alors plusieurs réformes dans le domaine de la justice. Elle lance aussi une réforme électorale pour diminuer le nombre de circonscriptions mais aussi améliorer l'inscription sur les listes électorales afin d'améliorer la représentation du peuple au Parlement. En 2003, Smith demande la dissolution du parlement et remporte alors les élections générales anticipées du 24 juillet 2003 avec 22 sièges sur 36. Cependant, une semaine après l'élection, Smith est évincée de la tête du parti par une manœuvre menée par Ewart Brown. Les deux factions se mettent d'accord sur Alex Scott comme candidat de compromis ; ce dernier devient alors Premier ministre des Bermudes. 
Le cabinet d'Alex Scott lance un programme de réformes sociales et le nouveau leader tente d'unifier le parti autour de son programme, mais ses projets sont bousculés par l'urgence liée aux conséquences du passage de l'ouragan Fabian sur les Bermudes, qu'il dévaste en grande partie. Au début de 2004, Alex Scott veut lancer un vaste programme de développement durable de l'île, ce qui provoque de nombreux débats. L'année suivante c'est une relance de la marche vers l’indépendance avec de nombreux meetings qui est mise en avant par le PLP, mais sans rencontrer le soutien populaire. En octobre 2006, Ewart Brown, jusqu'alors ministre du Tourisme, démissionne du gouvernement et se présente pour être le nouveau leader du PLP. Il remporte l'élection interne à la fin octobre et devient alors le nouveau Premier ministre des Bermudes. Il continue les réformes sociales, particulièrement dans le domaine scolaire, mais abandonne une grande partie du discours sur l'indépendance des Bermudes. Fin mai 2007, la mort de Lois Browne-Evans, leader historique du PLP et figure politique très appréciée aux Bermudes, provoque l'émotion de toute la population lors de ses funérailles début juin. Cela aide aussi le PLP à remporter les élections anticipées de décembre 2007.
En 2010, Ewart Brown se retire du gouvernement et c'est Paula Cox qui le remplace. Elle perd les élections du 17 décembre 2012, renvoyant le PLP dans l'opposition. Elle démissionne alors de son poste de leader de l'opposition et est remplacée par Marc Bean, ancien ministre de l'Environnement et des Infrastructures.

## Résultats électoraux

### Élections législatives
| Année | Représentants | Votes  | %     | Rang | Gouvernement |
| ----- | ------------- | ------ | ----- | ---- | ------------ |
| 1963  | 6 / 36        | 5 827  | 18,62 | 2e   | Opposition   |
| 1968  | 10 / 40       |        |       | 2e   | Opposition   |
| 1972  | 10 / 40       | 13 018 | 38,23 | 2e   | Opposition   |
| 1976  | 11 / 36       | 15 246 | 44,36 | 2e   | Opposition   |
| 1980  | 18 / 40       | 22 452 | 46,02 | 2e   | Opposition   |
| 1983  | 14 / 40       | 20 765 | 43,40 | 2e   | Opposition   |
| 1985  | 7 / 40        | 10 930 | 30,54 | 2e   | Opposition   |
| 1989  | 15 / 40       | 15 548 | 36,71 | 2e   | Opposition   |
| 1993  | 18 / 40       | 23 168 | 45,84 | 2e   | Opposition   |
| 1998  | 26 / 40       | 30 422 | 54,57 | 1er  | Gouvernement |
| 2003  | 22 / 36       | 14 868 | 50,50 | 1er  | Gouvernement |
| 2007  | 22 / 36       | 16 800 | 52,45 | 1er  | Gouvernement |
| 2012  | 17 / 36       | 14 218 | 46,07 | 2e   | Opposition   |
| 2017  | 24 / 36       | 20 059 | 58,89 | 1er  | Gouvernement |
| 2020  | 30 / 36       | 15 998 | 62,10 | 1er  | Gouvernement |
| 2025  | 25 / 36       | 12 300 | 49,64 | 1er  | Gouvernement |